# マンポラル
マンポラル (Mamporal) は、ベネズエラのミランダ州にある町で、ブロス市の市庁所在地である。バルロベント平野に位置する。
元の正式名称は、「サント・ドミンゴ・デ・グスマン・デ・マンポラル」といった。18世紀には奴隷を使ったカカオの大農園があった。
独立後20世紀にはブリオン郡のブロス市の市庁所在地であり、1980年代の郡廃止後もブロス市に属して現在に至る。
| 1783年の人口構成     | 1783年の人口構成 | 1783年の人口構成 |
| -------------------- | ---------------- | ---------------- |
| インディオ           | 29               | 6%               |
| 白人                 | 46               | 9%               |
| ムラート             | 58               | 11%              |
| 黒人                 | 61               | 12%              |
| 黒人とムラートの奴隷 | 327              | 63%              |
| 計                   | 521              | 100%             |